# Pau Albarèl
Pau Albarèl (Sant Andrieu de Ròcalonga, Lenguedoc, 12 de dezembro de 1873 - Montpelier, 15 de julho de 1929) foi um felibritge de Narbona.

## Obras
- L'esperit tustaire, farça en 2 actes, Tolosa, Bertomieu, 1903
- Viva lo vin, farcejada en 1 acte, en vèrses narboneses,  id. 1904.
- Margarideta, comedia en 3 actes, id. 1905
- Pastorala, 1909.
- Los meses, rondèls, Narbona,1909
- Orionda, legenda narbonesa, id. 1913
- A la qu'espotiguèt Montfòrt , id.
- Lo pauràs, scèna de vendémia, id.
- La votz de la pineda, poesias, prefácio de Valèri Bernard, Narbona, Calhard, 1914
- Los ulhals de Montlaurés, legenda narbonesa, 1921.
- Lo trauc de la fada, 1922.
- La femna muda, comédia em 1º acto, Narbona, Brieu, 1922
- La taca de familha, id
- La lenga mairala, comédia em1º acto, id
- L'eiretatge, comédia em 1º acto, id 1925
- Pirèna, legenda poëtica, id 1927
- Las anguialas de la menina, id
- Lo camin de la crotz, id